# Francesco Onorato Grimaldi
Francesco Onorato Grimaldi (* 21. Dezember 1669; † 16. Februar 1748 in Paris) war Abt von Monaco und Erzbischof von Besançon. 
Der aus dem Haus Grimaldi stammende Francesco Onorato war der Sohn von Luigi I. Grimaldi, Fürst von Monaco (1642–1701) und Catherine-Charlotte de Gramont (1639–1678), Tochter von Antoine III. de Gramont.
| Personendaten    | Personendaten               |
| ---------------- | --------------------------- |
| NAME             | Grimaldi, Francesco Onorato |
| KURZBESCHREIBUNG | Erzbischof von Besançon     |
| GEBURTSDATUM     | 21. Dezember 1669           |
| STERBEDATUM      | 16. Februar 1748            |
| STERBEORT        | Paris                       |